# Aka I z Kommageny
Aka I (gr.: η Άκα, ē Aka) (I wiek p.n.e.) – córka Antiochis, księżniczki kommageńskiej, córki króla Kommageny Antiocha I Theosa Dikajosa Epifanesa Filoromajosa Filhellena i królowej Isias II Filostorgos. Prawdopodobnie ojcem był Mitrydates II Antioch Epifanes Filoromajos Filhellen Monokrites, król Kommageny, brat jej matki, z ormiańskiej dynastii Orontydów.
Istnieje bardzo mało danych z życia Aki I. Prawdopodobnie zmarła z nieznanych powodów, gdzieś pod koniec lat 30. lub na początku lat 20. I wieku p.n.e. Została pochowana wraz z babką Isias II Filostorgos i matką Antiochis w grobowcu. Obiekt ten jest znany dzisiaj jako Karakuş, co w języku tureckim oznacza Czarny Ptak. Pomnik otrzymał taką nazwę, ponieważ jedną z ocalałych kolumn wieńczy rzeźba orła.
To sanktuarium grobowe zbudował król Kommageny Mitrydates II Antioch Epifanes Filoromajos Filhellen Monokrites, prawdopodobnie ojciec Akii, by pochować i uczcić życie i wspomnienie samej Aki, a także swojej matki Isias II Filostorgos, siostry Leodiki zapewne żony Antiochis. Sanktuarium znajduje się 12 km od Kahty, na terenie Turcji. Kopiec był dawniej otoczony pierścieniem kolumn doryckich. Każda kolumna była wysoka na około 9 metrów. Wieńczono je stelami, reliefami i posągami byka, lwa i orła. Do dziś zachowały się trzy kolumny. Pomnik zawiera honorowe inskrypcje w języku greckim, które dostarczają informacji o tym miejscu. Zostały wpisane na zewnętrznej powierzchni dwu bębnów centralnej kolumny na północnym wschodzie. Gdy królestwo Kommageny było zaanektowane w 72 r. przez cesarza rzymskiego Wespazjana, grobowiec został splądrowany.
Możliwe, że córką Aki I była księżniczka Aka II.